# William H. Calkins
William Henry Calkins (Condado de Pike, Ohio, 18 de febrero de 1842 - Tacoma, 29 de enero de 1894) fue un representante de los Estados Unidos por Indiana.

## Biografía
Nacido en el condado de Pike, Ohio, Calkins estudió derecho. Fue admitido en el colegio de abogados y ejerció. Durante la Guerra Civil sirvió en el ejército de la Unión desde mayo de 1861 hasta diciembre de 1865, excepto tres meses en 1863, adscrito a la Decimocuarta Infantería de Iowa y a la Duodécima Caballería de Indiana. Fijó su residencia en La Porte, Indiana. Fiscal del Estado del noveno circuito judicial de Indiana 1866-1870. Fue miembro de la Cámara de Representantes de Indiana en 1871.
Calkins fue elegido como republicano para el cuadragésimo quinto Congreso y para los tres siguientes, y ocupó el cargo desde el 4 de marzo de 1877 hasta el 20 de octubre de 1884, cuando dimitió. Fue presidente del Comité de Elecciones (cuadragésimo séptimo Congreso). Se trasladó a Tacoma, Washington, y retomó el ejercicio de la abogacía. Fue nombrado juez asociado de los Estados Unidos del Territorio de Washington en abril de 1889 y ocupó el cargo hasta el 11 de noviembre de 1889, cuando el Territorio fue admitido como Estado en la Unión. Murió en Tacoma, Washington, el 29 de enero de 1894. Fue enterrado en el cementerio de Tacoma.